# I Get Crazy
"I Get Crazy" é uma canção da rapper trinidiana Nicki Minaj com o rapper americano Lil Wayne. A canção está incluída no mixtape Beam Me Up Scotty de Minaj, encontrando um sucesso escasso em paradas musicas de Rap e R&B/Hip-Hop dos Estados Unidos. A canção encontra Minaj e Wayne misturando gêneros com versos alternados, com Wayne tocando sua guitarra ao vivo.

## Antecedentes e gravação
"I Get Crazy" foi incluída no mixtape "Beam Me Up Scotty" de Minaj. A canção foi mais tarde lançada como um "single de rua" antes do lançamento oficial do disco, desempenhando na parada musical Hot R&B/Hip-Hop Songs dos Estados Unidos por ter sido tocada muitas vezes nas rádios. Em entrevista à MTV News, Minaj descreveu a canção como uma "canção que vicia". Ela revelou que após a gravação da faixa, tocou-a para Lil' Wayne, que acabou adicionando seu próprio verso na canção, fazendo Minaj acrescentar um verso adicional na canção. 

## Desempenho em paradas musicais
| Paradas musicais (2009)                | Melhor posição |
| -------------------------------------- | -------------- |
| Estados Unidos - Hot R&B/Hip-Hop Songs | 37             |
| Estados Unidos - Hot Rap Songs         | 20             |